# Museu Arqueològic Nacional d'Atenes
El Museu Arqueològic Nacional d'Atenes (en grec, Εθνικό Αρχαιολογικό Μουσείο) és un museu d'art i arqueologia. Exposa alguns dels objectes arqueològics i obres d'art més importants trobats a Grècia des de la prehistòria fins a l'antiguitat tardana. Conté la col·lecció més bona d'objectes de l'antiga Grècia que es pot trobar en tot el món. És al centre d'Atenes, al barri d'Eksarhia, encara que l'entrada és a l'avinguda Patission, adjacent al també edifici històric que allotja la Universitat Politècnica Nacional d'Atenes.
És organitzat en cinc temes més o menys cronològics: la col·lecció prehistòrica (del segle vi aC al 1050 aC), la col·lecció d'escultures (segle VII aC al segle v aC), la col·lecció de ceràmiques (segle XI aC a la Grècia romana), la col·lecció de bronzes, i les col·leccions egípcia i del Pròxim Orient.
Tanmateix, el museu allotja una extensa col·lecció de fotografies, una biblioteca de recerca, laboratoris de conservació d'objectes en metall, terra cuita, pedra i matèria orgànica, un laboratori fotogràfic i un laboratori químic. El museu acull també exposicions temporals. Disposa d'una sala d'actes, d'una gran botiga i d'un cafè a l'atri.

## Història

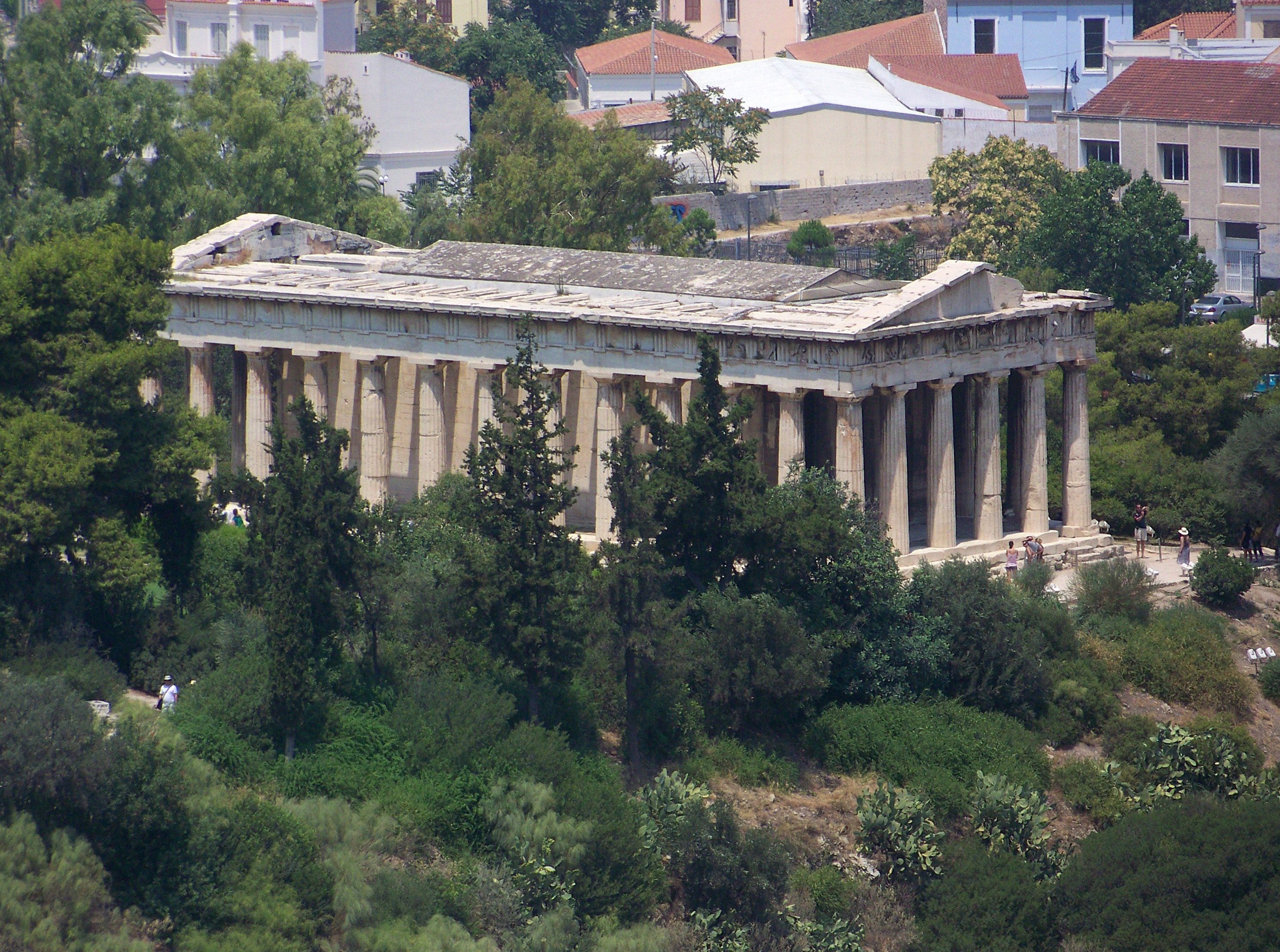
L'edifici de l'Hephaisteion, que va allotjar durant un temps el museu

L'Assemblea nacional de Trezè, el 1827, durant la Guerra d'Independència grega, va votar un article constitucional que prohibia tota exportació d'antiguitats. El 1829, la quarta Assemblea nacional va refermar aquesta prohibició i el nou κυβερνήτης (governador) Ioannis Kapodistrias va prendre disposicions legals per fer-ho aplicar. Va decidir també fundar el primer museu nacional arqueològic de Grècia el 21 d'octubre de 1829, a l'edifici d'un orfenat sobre Egina i el primer director va ser l'erudit de Corfú Andreas Moustoxydis. El 1830 es va publicar un primer catàleg, realitzat per l'arximandrita L. Kambanis. El museu va seguir el desplaçament de la capital i es va instal·lar successivament a Nàuplia després, des del 1834, a Atenes a l'Hephaisteion, la Torre dels Vents o la Biblioteca d'Adrià. La primera de les lleis gregues relatives a l'arqueologia, votada el 1834, preveia la construcció d'un edifici específic per allotjar el «Museu Públic Central d'Antiguitats», com es va decidir aleshores anomenar-lo. Tanmateix, això va trigar, ja que es van rebutjar els projectes un darrere de l’altre. L'augment de les col·leccions, en gran part a causa dels treballs de les escoles arqueològiques estrangeres que treballaven a Grècia, va fer més urgent obtenir un museu adient i les obres van començar finalment el 1866.

## Edifici

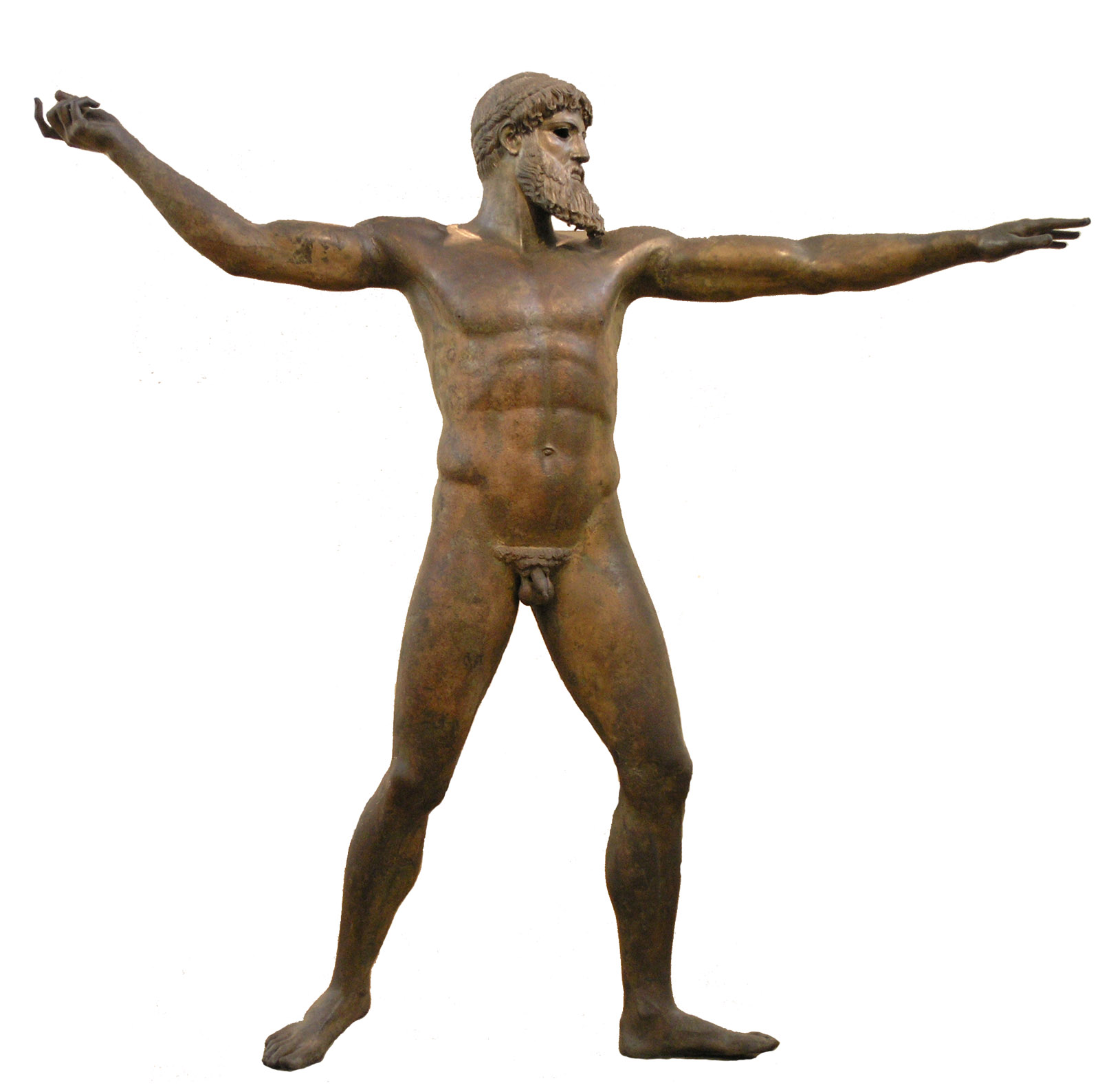
Estàtua de bronze de Zeus o Posidó anomenada Déu del cap Artemísion, trobada enfront de la costa del cap d'Artemísion a Eubea. Zeus estén el braç esquerre davant el seu cos i sembla que sostenia a la mà dreta un trident o un llamp. La definició de Zeus o Posidó és controvertida, la primera sembla la més probable. Es tracta d'una de les poques estàtues originals d'estil sever conservades, notable pel seu moviment i anatomia: ~ 460 aC, altura de 209 cm x 210 cm d’amplada. Museu Arqueològic Nacional d'Atenes

El primer museu arqueològic nacional d'Atenes va ser creat pel primer ministre de Grècia Ioannis Kapodistrias mitjançant un concurs arquitectònic nacional que havia de trobar un lloc i un pla arquitectònic per el museu. Es va construir del 1866 vins al 1889, amb fons provinents del govern grec, la societat arqueològica i la societat de Micenes. El principals benefactors van ser-ne Eleni Tositsa, que va donar el solar, i Demetrios i Nikolaos Vernardakis, de Sant Petersburg, que van donar una gran quantitat de diners per a les obres.
El nom inicial del museu va ser el de Museu Central, i rebé l'actual denominació el 1881, per ordre de l'aleshores primer ministre de Grècia, Kharílaos Trikupis. El 1887, Valerios Stais, prominent arqueòleg, va ser nomenat director del museu.
Durant la Segona Guerra Mundial, va tancar les portes, i les antiguitats emballades i enterrades en caixes protectores, per a evitar-ne la destrucció i saqueig. El 1945, el museu va reobrir les portes sota la direcció de Christos Karouzos.
A la part frontal de l'edifici, hi ha un gran jardí d'estil neoclàssic decorat amb estàtues.

### Construcció

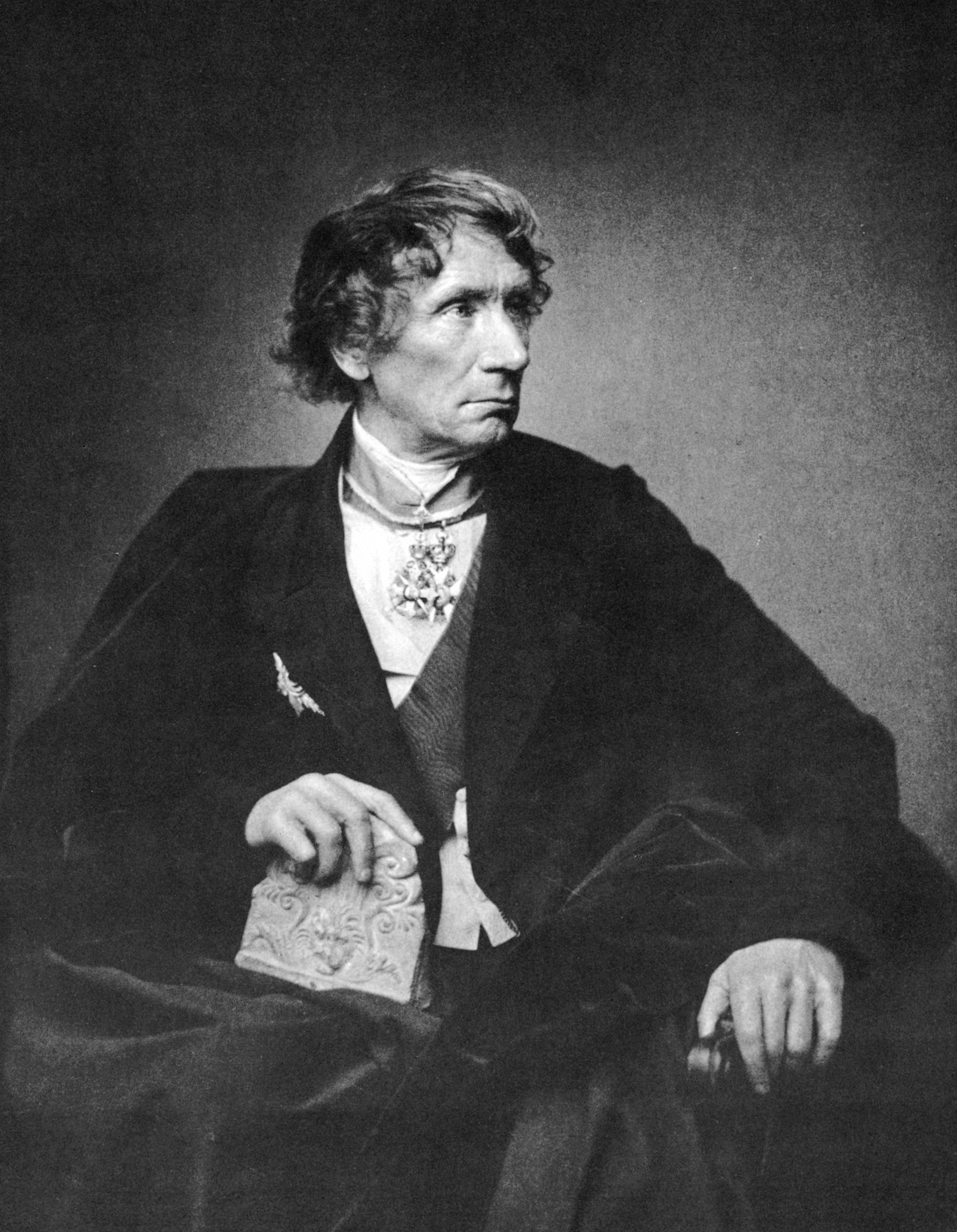
Leo von Klenze (fotografia de Franz Hanfstaeng, 1856)

Es va confiar un primer projecte des del 1834 a Leo von Klenze, l'arquitecte de Lluís I de Baviera, pare del rei Otó I de Grècia. Von Klenze era l'arquitecte de l'Alte Pinakothek de Múnic. Es va inspirar en una part en aquest últim edifici per a una «Galeria nacional d'escultura», prevista a l'angle sud-est de l'Acròpoli d’Atenes, on es va crear més tard el museu de l'Acròpoli. Però el projecte es va jutjar massa auster. Von Klenze va proposar un nou edifici, més imponent, que va anomenar el Pantechneion i que preveia construir sobre el pujol Aghios Athanasios, a la Ceràmica, al lloc al qual aquest mateix arquitecte temps enrere havia previst edificar un palau reial. El projecte proposava dos edificis asimètrics: un de rectangular i una rotonda connectats per un pòrtic, que havia de recordar el Propileu i l'Erectèon de l'Acròpoli d'Atenes. No es va fer perquè el projecte era massa car.
Altres arquitectes europeus van proposar aleshores projectes alternatius, tots rebutjats. Finalment, el rei Otó I va organitzar, des del 30 de juny del 1858, un ajut internacional, revisat per l'Acadèmia de Belles Arts de Múnic. Novament, es van rebutjar els projectes, catorze en resum, presentats al públic el 1861, encara que el públic va sotmetre a plebiscit el projecte d'un arquitecte italià, Arturo Conti. El rei li va concedir aleshores la Creu del Salvador.
Ludwig Lange, professor d'arquitectura a l'Acadèmia de Múnic i autor del Museu de Leipzig, va proposar-ne per pròpia iniciativa un nou projecte: un edifici quadrat, organitzat al voltant de dos cossos, amb una columnata a la façana. La caiguda d'Otó I i els problemes financers del país van impedir novament que el projecte es realitzés i es va oblidar la proposta de Lange. Una campanya de premsa des del 1864 va demanar la construcció d'un museu. Es va crear un comitè per a reflexionar des dels plans de Conti. Els de Lange es van redescobrir aleshores i s'hi van jutjar superiors. El 24 de febrer del 1865, un decret reial de Jordi I de Grècia va decidir la construcció, confiada a l'arquitecte Panagiotis Kalkos, d'un «museu arqueològic nacional», sobre el pujol d'Aghios Athanasios, des de plànols de Lange. Els treballs van començar, però el lloc, al centre d'un jaciment arqueològic, va plantejar problemes i els treballs es van aturar. Aleshores, Eleni Tositsa va fer donació d'un solar, al costat de la Univertat Politècnica Nacional d'Atenes. El rei va signar un nou decret el 23 de març del 1866 i se'n va col·locar la primera pedra el 3 d'octubre del 1866 en presència del sobirà, el govern, dels diputats i els membres de l'Església ortodoxa grega.

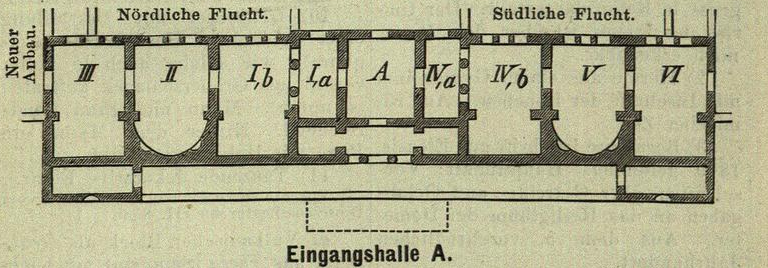
Plànol del museu el 1881

La construcció es va endarrerir, tanmateix, a causa de la mort de P. Kalkos, substituït després d'uns problemes de finançament per Harmodios Vlachos. La part central de l'ala occidental es va acabar el 1874. El principal canvi amb relació al projecte de Lange era la supressió de la columnata. Es va contactar amb Theophil Hansen i se li va proposar de prosseguir la construcció. S'hi va negar: no li agradava el projecte de Lange, per la qual cosa va suggerir reprendre'l de zero, al sud de l'Acròpoli, amb un cost de set milions de dracmes. L'estat grec s'hi va negar. Finalment, el seu alumne Ernst Ziller va acceptar prendre'n el relleu. Va alterar els plans de Lange i va donar al museu un aspecte neoclàssic. Va reprendre la proposta que havia presentat per al museu arqueològic d'Olímpia: un pòrtic amb quatre columnes jòniques a la façana i una a cada costat de la porta; dues galeries laterals amb pilastres quadrades acabades per un pòrtic amb un frontó buit i estàtues de terracota sobre el porxo. L'ala meridional es va completar el 1885 i l'ala septentrional el 1889. Començat el 1866, l'edifici principal va ser acabat el 1889 gràcies al finançament de l'estat grec (que des de 1854 va reservar sobre el seu pressupost anual la insuficient suma de 10.000 dracmes), de la Societat arqueològica d'Atenes i de mecenes com Eleni Tositsa, que va donar el solar, Dimitrios Bernardakis, un grec que vivia a Sant Petersburg, que va donar 200.000 dracmes el 1856 i després el seu fill, Nikolaos, que va oferir 100.000 francs als anys 1870.
Des dels primers anys, el museu es va revelar massa petit per acollir les col·leccions cada vegada més abundants. Es ampliar una primera vegada del 1903 a 1906: s'hi van afegir tres sales, creades per l'arquitecte grec Anastásios Metaxás, cap a l'est, a l'eix de l'entrada principal. Novament, van ser ràpidament insuficients. Es va realitzar una nova extensió, important aquesta vegada, entre 1932 i 1939, per l'arquitecte grec George Nomikos, sempre cap a l'est. L'ampliació del 1903-1906 va ser demolida i substituïda per un edifici de dos pisos, on es van instal·lar les oficines i els laboratoris, així com un magatzem al soterrani. Es va donar al museu l'organització actual, amb prop de 8.000 m² d'exposició.

### Primeres presentacions i renovació

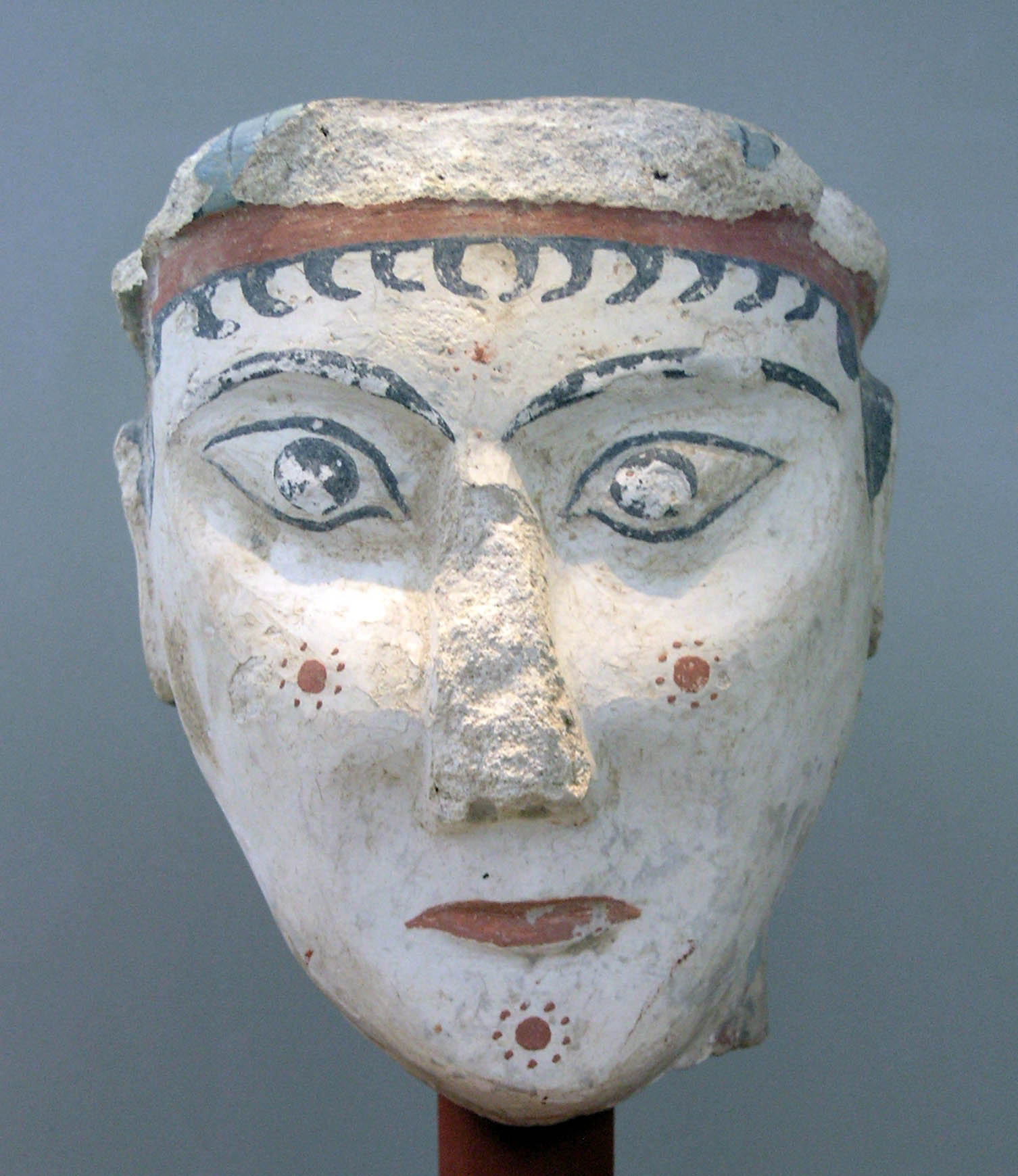
Cap pintat de pedra calcària d'una dea procedent de Micenes vers 1300-1250 aC

La transferència de les col·leccions nacionals va començar des del 1874, quan l'edifici encara era en construcció. El primer ministre Kharílaos Trikupis va proposar, el 1881, donar-li el nom de «Museu Nacional arqueològic». A les col·leccions ja reunides a Atenes, van adjuntar-se objectes de tot l'estat. El 1884, la Societat arqueològica d'Atenes va començar a transferir-hi les seves col·leccions. El col·leccionista grec Ioannis Dimitriou va donar la seva col·lecció d'antiguitats egípcies l’any 1890. Altres col·leccionistes van fer el mateix: Eleni Stathatou, Konstantinos Karapanos i Grigorios Empedoklis. La primera presentació de les col·leccions va ser realitzada per Panagiotis Kavvadias, principalment de les antiguitats, ajudat per Chrístos Tsoúntas per a la prehistòria i Velerios Stais per als objectes petits. Amb les temàtiques d'escultura, ceràmica, petites estàtues en terracota i en bronze, inscripcions (ara desplaçades al Museu epigràfic d'Atenes), col·lecció micènica i col·lecció egípcia. La mida del museu, relativament petita a la primeria del segle xx, feia que s'amuntegués força les col·leccions: les esteles per exemple es penjaven a la paret com quadres.
Durant la Segona Guerra Mundial, es va dispersar una gran part de les col·leccions per evitar els saquejos: ocultades sota sorra a les reserves del museu, sota les sales mateixes del museu, als clots cavats per a l'ocasió, a les caixes del Banc de Grècia o també en grutes de la Perifèria d'Àtica. El mateix edifici va servir aleshores per a allotjar l'orquestra nacional i el Ministeri de Salut. Durant la Guerra Civil grega, va ser fet malbé pels combats i va servir de presó. Va caldre restaurar l'edifici, i principalment el sostre. Durant els treballs, finançats pel pla Marshall, es va concentrar una presentació reduïda de les col·leccions en deu sales de l'ala occidental. Es va reobrir parcialment lloc el 1946 amb una exposició que va celebrar el centenari de l'Escola francesa d'Atenes. Tot seguit, el director del museu, Christos Karouzos, i la seva esposa, Semni Karouzos, van reorganitzar les col·leccions en un ordre cronològic de la prehistòria a la Grècia romana, en col·laboració amb l'arquitecte Pátroklos Karantinós, que va reorganitzar-ne els espais. El museu va obrir novament el 1964. La col·lecció egípcia es va exposar de nou des del 1994.

### El museu actualment

Plànol de la planta baixa

El museu es va tancar de l'1 d'octubre del 2002 a l'1 de juny del 2004 per a una reforma, arran en part del terratrèmol del 1999 i també com a preparació dels Jocs Olímpics d'estiu del 2004. Les sales van obrir a continuació a poc a poc. Des de juny del 2008, la col·lecció egípcia és novament accessible. Amb aquest motiu, es van allargar els horaris d'obertura, l'objectiu n'és invertir la tendència a la baixa de les visites (-25% entre 2007 i 2008), i també de respondre a les sol·licituds de les agències de viatge que vulguin poder mostrar dos llocs o museus al dia als clients durant un viatge organitzat.
El 26 de febrer del 2009, se'n van obrir quatre noves sales, finançades per la Unió Europea, i així es va acabar a aquesta última renovació. S'hi exposen fins a 2.500 objectes: ídols en ceràmica, joies en or, objectes de vidre així com objectes xipriotes i la col·lecció Blastou-Serpieri.

## Col·lecció

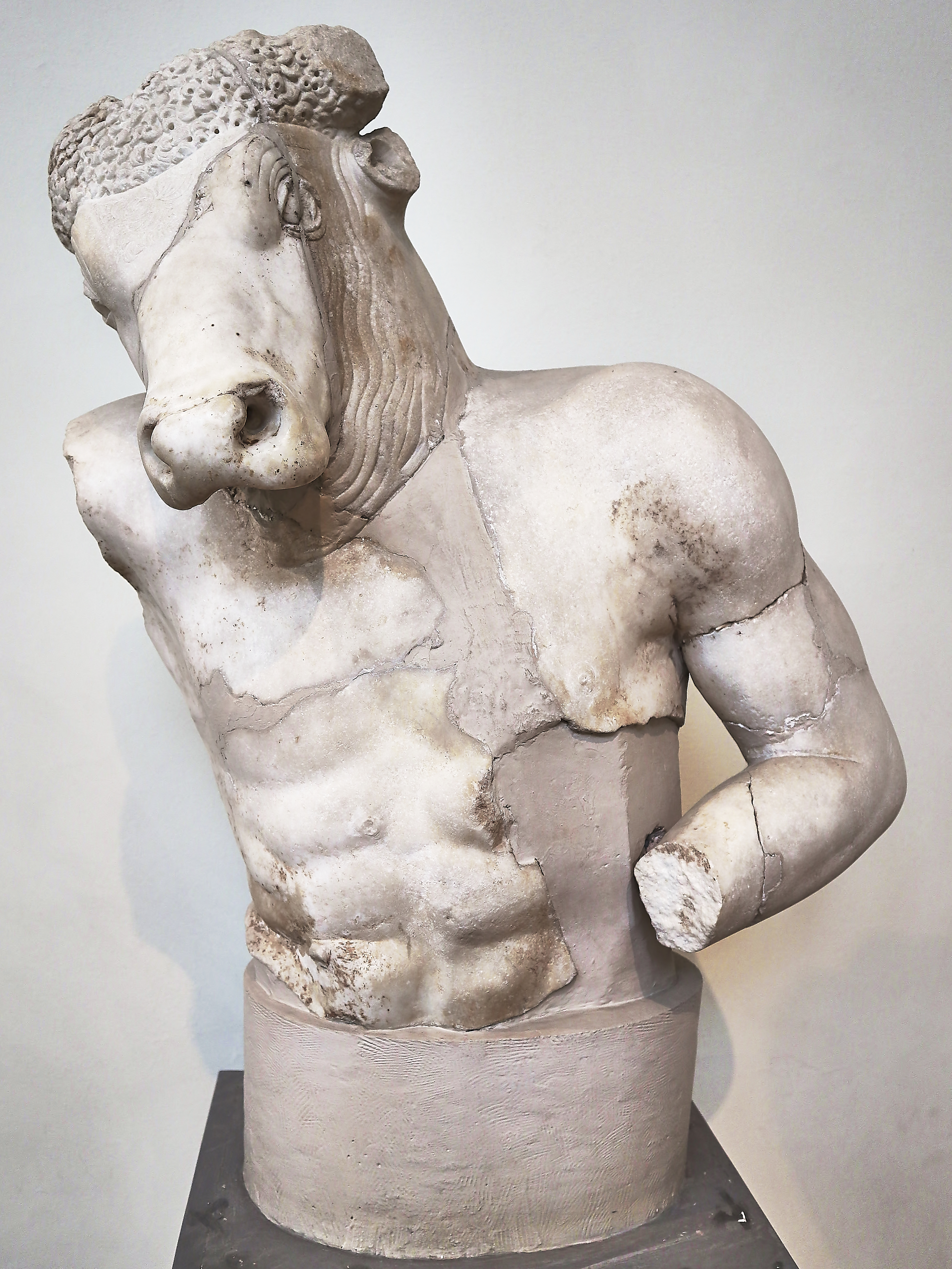
Bust del Minotaure al Museu Arqueològic Nacional d'Atenes

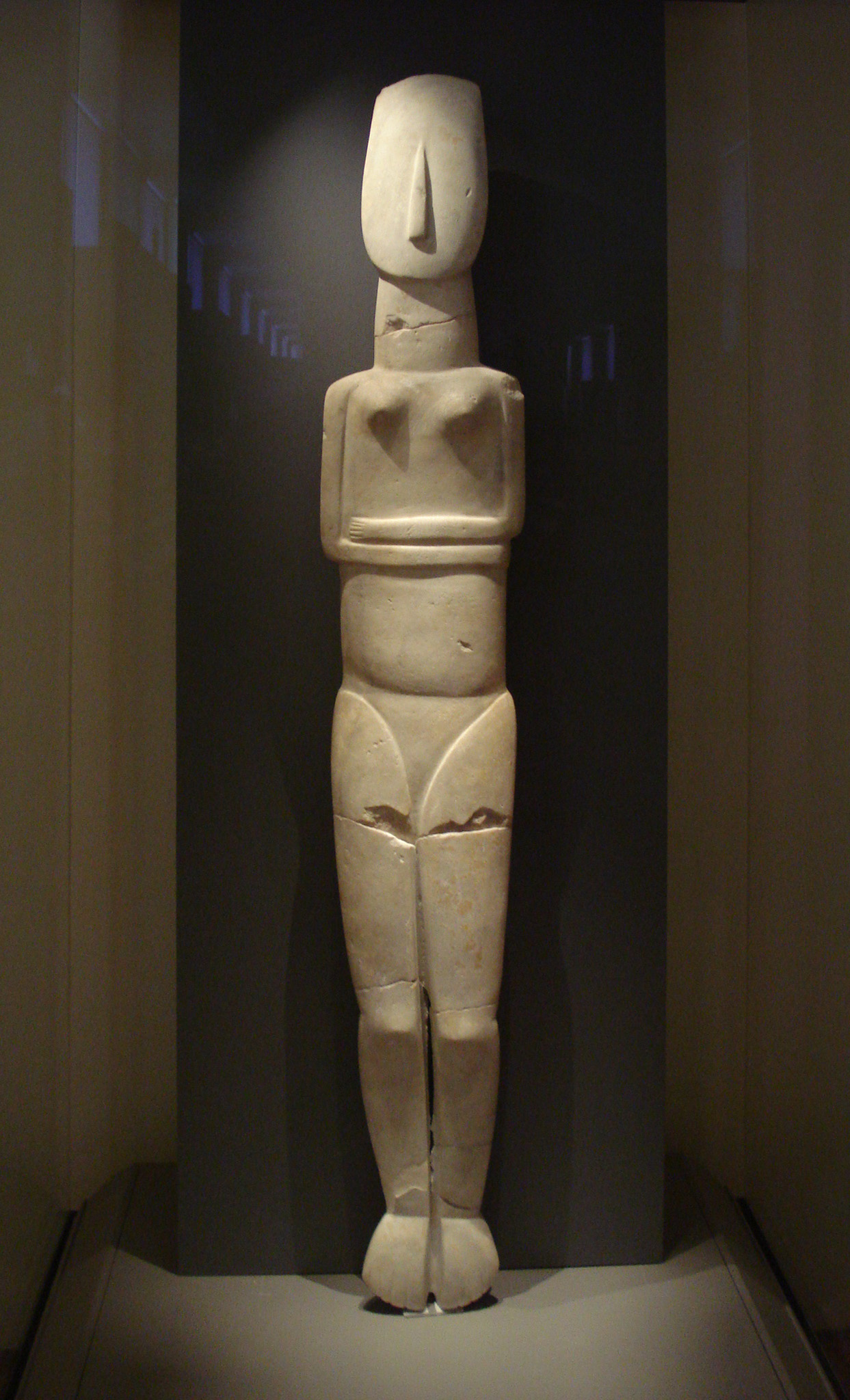
L'ídol d'Amorgós (2800 aC-2300 aC)

La col·lecció del museu està organitzada en seccions:
- Col·lecció de la prehistòria (Neolític, ciclàdica i micènica).
- Col·lecció d'escultures.
- Col·lecció de petits bronzes.
- Col·lecció d'objectes de Santorini (Tera).
- Col·lecció de ceràmica.
- Col·lecció d'objectes de metal·lúrgia.
- Col·lecció d'art de l'antic Egipte.
- Col·lecció Stathatos.
- Noves col·leccions.

### Col·lecció de la prehistòria
La col·lecció de la prehistòria està composta per objectes que daten del Neolític (6800-3000 aC), començament i mitjans de l'edat del bronze (3000-2000 aC i 2000 a 1700 aC, respectivament), i objectes classificats com a art micènic o ciclàdic. Els objectes, organitzats de manera cronològica, procedeixen d'hàbitats i cementiris de Grècia continental i les illes de la mar Egea, les importants descobertes dels quals es van realitzar al nord-est de l'Egeu.
D'aquesta època daten les descobertes d'objectes de ceràmica trobats en importants assentaments del Neolític com Dimini i Sesclo, així com ceràmiques que daten de l'hel·làdic mitjà, procedents d'Orcomen (Beòcia), la Perifèria d'Àtica i Phthiotis. També s'hi mostren alguns objectes procedents de l'excavació de Heinrich Schliemann a Troia.
Els objectes exposats són sobretot de la vida diària: atuells, vaixella, eines, armes i joies. La presentació és cronològica, el que permet de comprendre l'evolució tècnica, com, per exemple, la introducció del torn de terrissaire. S'hi poden també veure algunes petites figures masculines i femenines en argila.

### Col·lecció d’art ciclàdic
La col·lecció d'art ciclàdic conté algunes de les més famoses figures de marbre trobades a les illes de la mar Egea de Delos i Keros. Aquestes misterioses representacions de figures humanes que se semblen tant a l'art modern i han arribat a inspirar molts artistes com Henry Moore, procedeixen d'antics cementiris de les illes de la mar Egea que daten del tercer mil·lenni abans de Crist. També procedeixen d'aquestes excavacions diverses eines i contenidors de bronze.
Les descobertes a Phylakopi o Filakopi a Melos pel British School at Athens són objecte d'una presentació particular. L'ídol d'Amorgós és l'escultura més grossa trobada: mesura 1,50 metres (2800 aC-2300aC). Aquesta sala conté també els músics de flauta i lira procedents de Keros, de les paelles, dels gots de marbre i la ceràmica ciclàdica, així com els fragments dels frescs de Phylakopi.

### Col·lecció d'art micènica

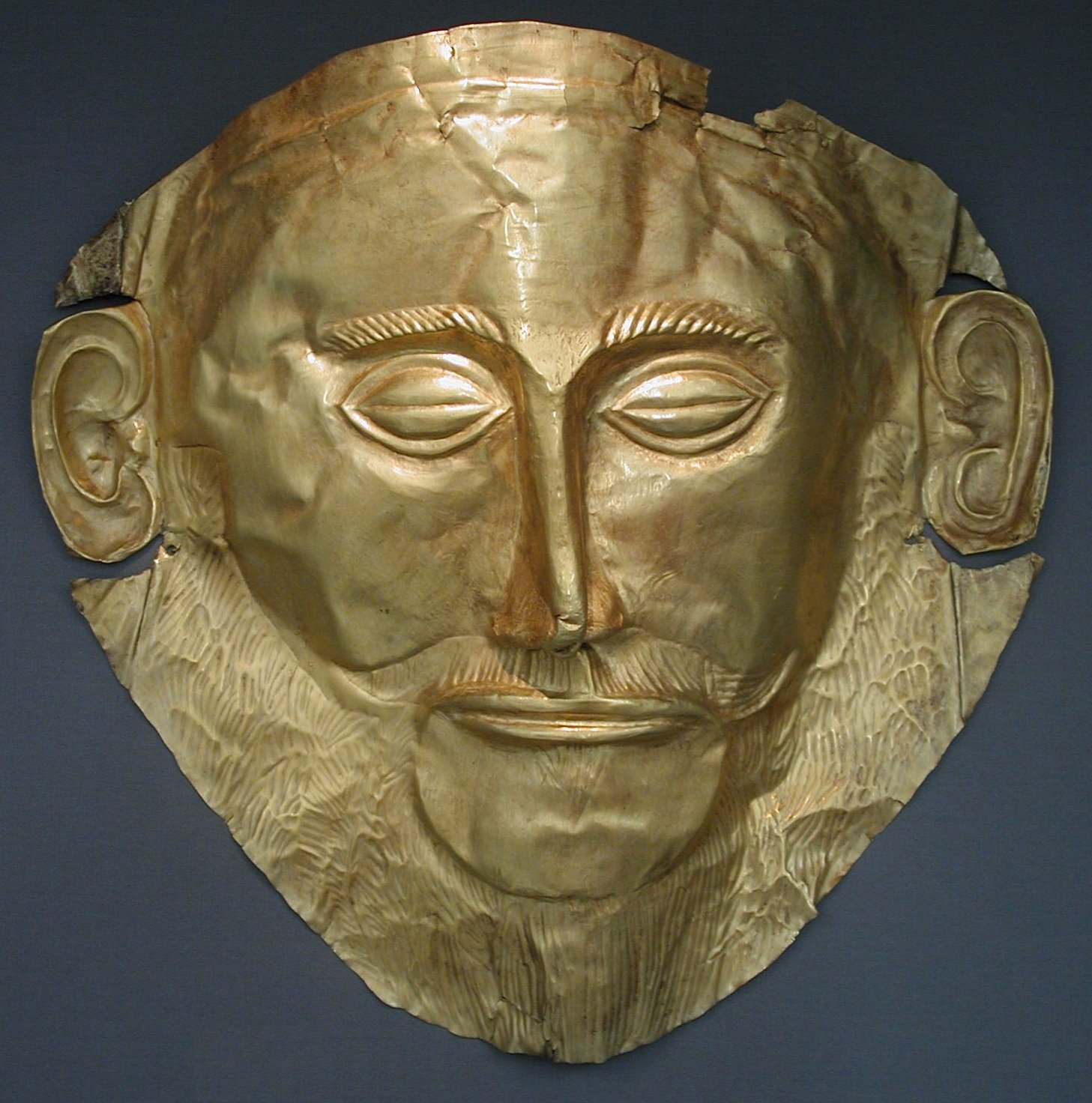
La Màscara d'Agamèmnon (segle XVI aC) és una de les peces més conegudes del museu

La civilització minoica està representada al museu amb diversos objectes, entre els quals hi ha atuells de pedra, bronze i ceràmica, petites figures, objectes d'ivori, vidre, segells d'or i anells procedents de les tombes de Micenes i d'altres llocs del Peloponès (Tirint a l'Argòlida, Pilos de Messènia i Vaphio a Lacònia). Són especialment interessants d'aquesta col·lecció dues copes d'or de Vaphio que mostren l'escena de la captura d'un bou del segle xv aC, descobertes l’any 1889. S'hi exposa un fragment d'un fresc conegut com la Dama de Micenes, que és considerat la primera representació naturalista d'Occident i està datada del segle xiii aC.

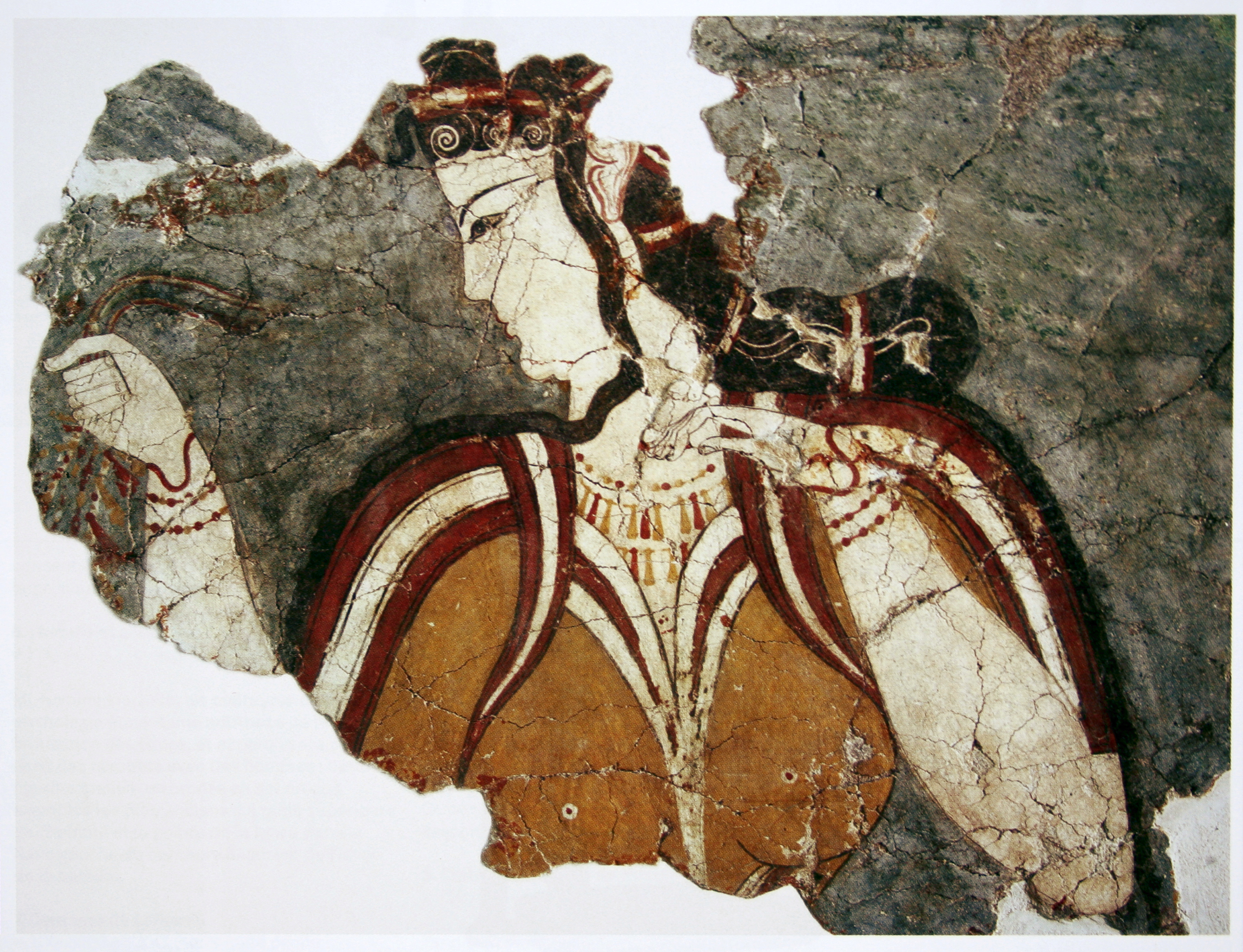
La Dama de Micenes, fresc del

Dins de la col·lecció micènica, s'inclouen també les grans descobertes de Heinrich Schliemann a Micenes al segle xix. Són de gran interès les màscares funeràries d'or que cobrien les cares dels líders micènics enterrats. Entre aquestes, la més famosa és la que va ser denominada erròniament com la Màscara d'Agamèmnon, que es remunta al segle XVI aC; martellejada a partir de la cara del finat abans del seu enterrament, pot considerar-se com una mena de retrat. A la mateixa vitrina d'exposició, es troba un punyal en bronze damasquinat en or i argent que representa una escena de caça de felins.
Hi ha també descobertes procedents de la ciutadella de Micenes, entre les quals s'inclouen relleus, contenidors d'or com la copa de Nèstor, cristall, alabastre, joies i eines d'ambre. També ressalta un grup d'ivori on apareixen dues dees amb un nen, un cap pintat de pedra calcària d'una dea i el famós atuell de guerrer, que data del segle xii aC.

### Col·lecció d'escultures

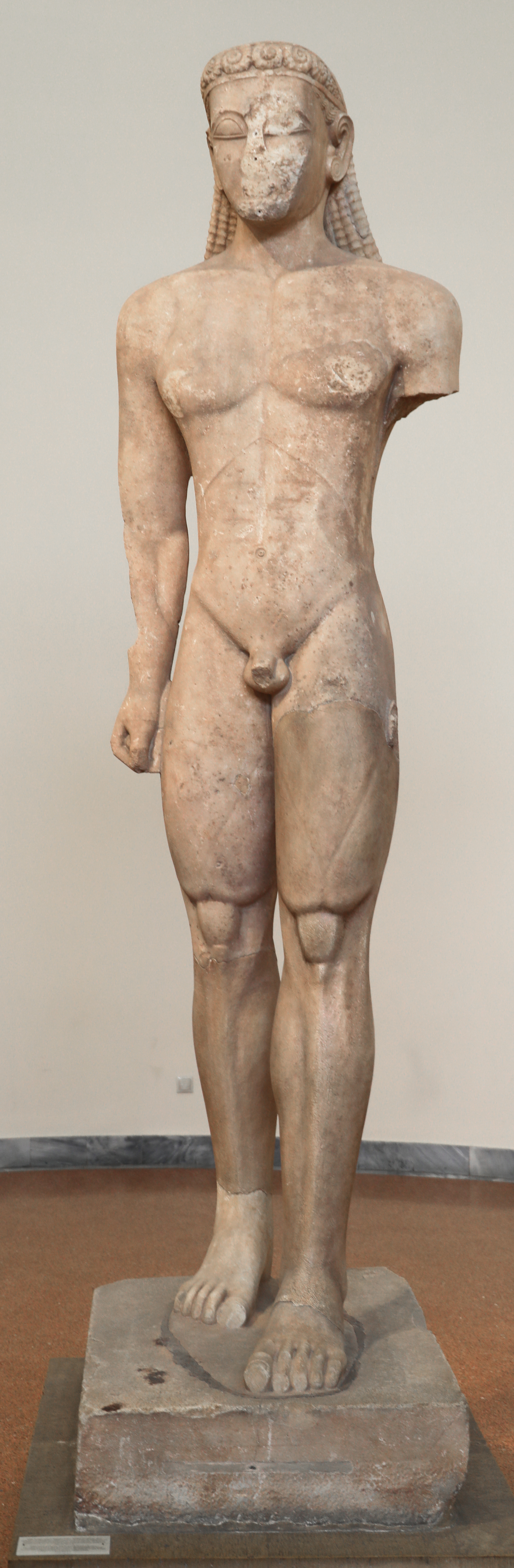
Koúros del cap Súnion, de tres metres d'alçada (cap a 600 aC)

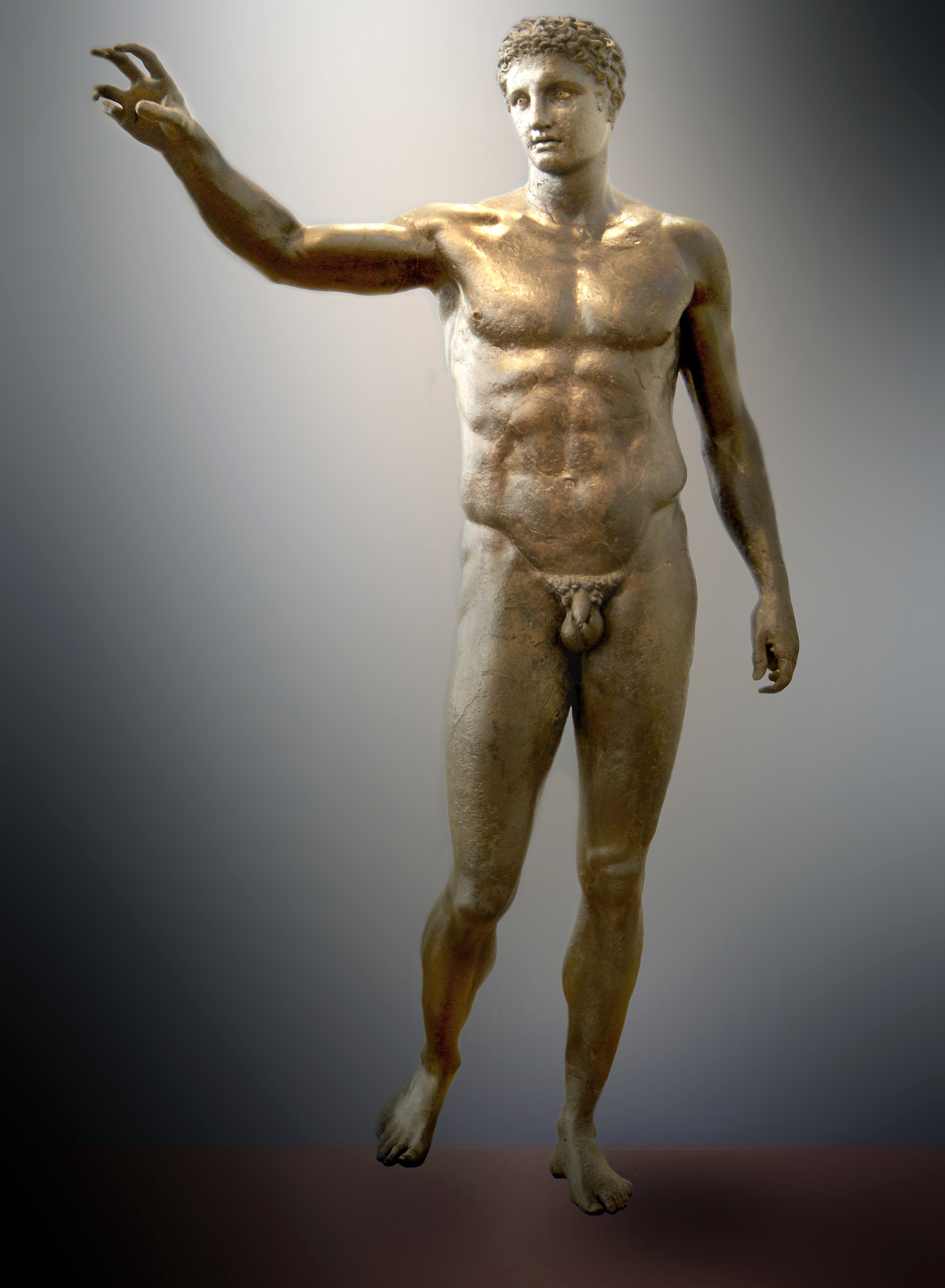
L'efeb d'Anticitera (340 aC)

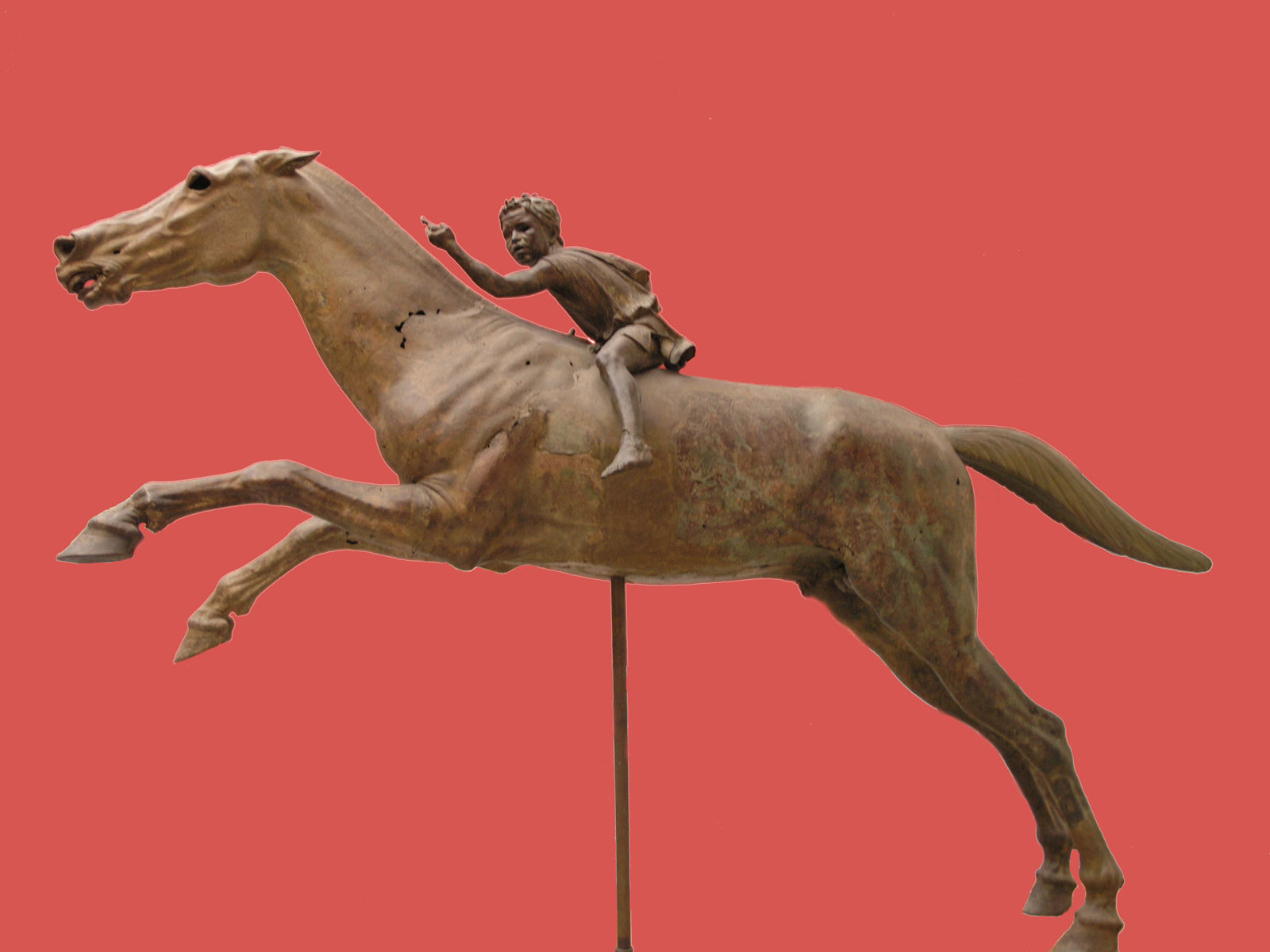
Genet de l'Artemísion (140 aC)

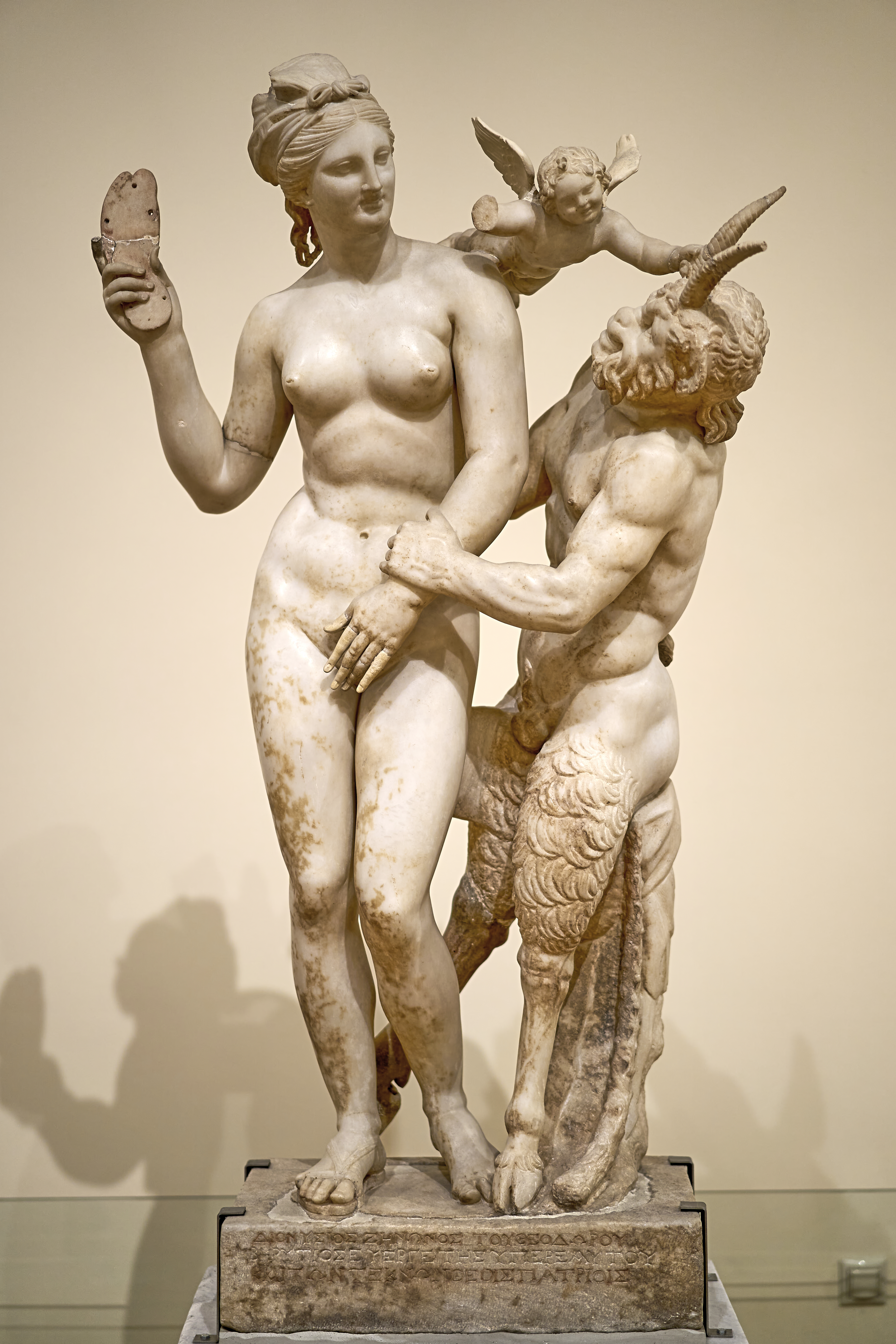
Afrodita i Pan (circa 100 aC)

Escultura arcaica. Les escultures del temps arcaic (segle viii aC-segle vi aC), principalment dels koúroi, d'un estil més o menys inspirat en Egipte i els xóanon antics, figures de fusta en forma de columna, i les kore, unes estàtues de dones joves amb peples.
Es troba al museu el koúros del cap Súnion amb data a la ratlla del 600 aC: és una colossal estàtua votiva, mesura més de tres metres d'alçada i procedeix de la plaça del temple de Posidó; el koúros de Milos o el koúros de Volomandra (en marbre de Paros) permet d'informar-se de les evolucions del mil·lenni del segle vi aC, amb l'aparició del famós «somriure arcaic». L'estela en l'honor d'Aristion, per Arístocles de Cidònia, que representa un hoplita o el koúros d'Anavyssos, descoberta el 1936 l'estàtua i, el 1938, la base, tots dos datats del 520 aC. El mateix succeeix amb el koúros d'Aristodikos (circa 500 aC), descobert durant la Segona Guerra Mundial a Keratea.
Escultura clàssica. L'escultura clàssica acull l'art sever, amb escultures procedents del temple Afea al nord-est d'Egina, així com petits bronzes del principi del segle v aC.
L'estàtua en bronze del Déu del cap Artemísion (cap a 460 aC), que podria representar Zeus o Posidó segons les interpretacions i que podria esgrimir un llamp o un trident, trobada al fons del mar, enfront de la costa del cap Artemísion al nord d'Eubea, és un dels símbols del Museu Nacional Arqueològic d'Atenes. És un dels rars bronzes originals del segle v aC i podria assignar-se a Càlamis. Una còpia romana de l'Apol·lo Omphalos, assignat al mateix Càlamis, és visible al seu costat al museu. A la mateixa sala, hi ha també el Disc de Milos (cap a 460 aC) i el Relleu de la Iniciació (440 aC-430 aC), procedent d'Eleusis: representa Demèter, en companyia de Persèfone, tornant a posar els grans de blat a Triptòlem.
S'exposen esteles funeràries, datades principalment del final del segle v aC. Es creu que, al final dels treballs de l'Acròpoli, haurien quedat lliures nombrosos artistes que aleshores s'haurien posat al servei dels particulars. Les esteles guanyen en monumentalitat amb el temps, fins al decret de Demetri de Falèron de l'any 317 aC, que tractava de limitar-ne la mida. Les sales exposen també lékythos, vasos funeraris blancs, com el lékytho de Myrrhinè (cap a 420 aC), trobat sota la plaça Sintagma d'Atenes i donat al museu el 1960, que representa Hermes psychopompe guiant Myrrhiné cap a l'Aqueront.
Una altra de les estàtues pertanyents al museu és l’Atena de Varvakéion, còpia romana de l'escultura criselefantina del Partenó, trobada el 1880 prop de l'escola atenesa del mateix nom. L’Athéna Lenormant també és una còpia (inacabada) en marbre pentèlic: va ser trobada prop del Pnyx i data probablement del segle i; tot seguit, es troba el Genet de l'Artemísion del 140 aC, trobat als anys vint del segle xx, a trossos dispersos enfront de la costa del cap Artemísion (Eubea). En va ser restaurat parcialment el ventre i la cua del cavall, es troba gravada sobre la cuixa dreta del cavall una Niké amb una corona a les mans. A la mateixa sala, es troba la còpia romana del segle i, Diadumen, original de l'escultor Policlet del 430 aC. Es poden veure els elements de decoració del temple d'Asclepi a Epidaure, on la «Victòria alada» era figura central del frontó.
Les sales següents es consagren al «segon classicisme», considerat com més dramàtic, després de la decadència d'Atenes, sobretot davant la potència del Regne de Macedònia. Es troben les esteles funeràries més tardanes com l'estela de l'Ilissos o del caçador, datada el 340 aC i atribuïda al taller d'Escopes de Paros: representa un jove, amb una arma llancívola per a la caça de la llebre a la mà, als seus peus, es troba el seu gos i el seu esclau. Una altra estela, en forma de naiskos, és del guerrer Aristonautes, datada del 350-325 aC i que per l'expressió dramàtica del rostre recorda el treball d'Escopes de Paros: es va trobar a la necròpoli del Ceràmic d'Atenes. Bronzes trobats al fons del mar com els efebs: L'efeb de Marató (330-325 aC), assignat a l'escola de Praxíteles per la musculatura suau i un exagerat contrapposto i L'efeb d'Anticitera (340 aC).
Escultura hel·lenística i romana. Entre les escultures hel·lenístiques, es troben estàtues monumentals de la dea Temis o el déu Posidó (130 aC). El famós grup d'Afrodita i Pan (circa 100 aC), en marbre de Paros, procedent de Delos: en moltes de les seves parts encara es pot apreciar restes de policromia.
D'escultura romana, es poden veure retrats imperials, un fragment d'una estàtua eqüestre en bronze d'August, una col·lecció de pilastres d'Hermes i una sèrie de busts d'efebs i d'entrenadors que supervisaven els efebs als gimnasos, procedents tots del gimnàs de Diògenes a Atenes.

### Col·lecció de petits bronzes
De l'exposició de petits objectes de bronze, una bona part procedeix de la «col·lecció Karapanos», fruit de les excavacions fetes per aquest últim a Dodona el 1875-1877. Es presenten objectes de l'època geomètrica: figures humanes i d'animals, les joies col·locades en una tomba reconstruïda, i calderes (segle ix aC). Planxes votives i màscares procedents del santuari de Zeus a Dodona es troben també, junt a petites estàtues del segle vi aC i el segle v aC: Zeus que sosté el llamp, una figura identificada com un dels Dioscurs formant una parella amb una estatueta similar del Museu del Louvre, un tocador de flauta i una divinitat femenina que pot representar Afrodita. El santuari d'Olímpia va proporcionar la majoria dels objectes següents: uns plafons cap a 600 aC amb àguiles, Hèracles sobre un centaure i una «dea dels animals», armes i armadures i un cap de Zeus (circa 520-510 aC). En una altra sala, estan habilitades les descobertes fetes sobre l'Acròpoli d’Atenes, inclosa una Atena Promacos del principi del segle v aC i criatures mitològiques. Es pot també veure el mecanisme d'Anticitera (cap a 80 aC), que va ser trobat enfront de la costa d'aquesta illa, entre Citera i Creta, amb altres objectes exposats a la mateixa sala. És el més antic mecanisme d'engranatges conegut i se n'han proposat nombroses interpretacions: el museu considera que es tracta d'un instrument de navegació. Una reconstrucció moderna s'exposa al seu costat al voltant dels fragments d'origen. L'estàtua hel·lenística anomenada «dama de Kàlimnos», que hi havia estat exposada, ha estat retornada a l'illa d'origen el 1994 i és la peça principal del museu local de l'illa de Kàlimnos.
|  |  |

### Col·lecció Santorini: frescs d'Akrotiri
Els frescs policroms d'Akrotiri (Santorí), així com la vaixella, les armes i les eines s'exposen al museu. Akrotiri es va destruir en el seu apogeu durant el segle XVI aC i és considerada com una Pompeia de la mar Egea. Va ser coberta per una gruixuda capa de pedra tosca d'origen volcànic que conserva intactes les seves cases en pisos. Estava aleshores la ciutat sota influència de la civilització minoica, com s'aprecia en els motius decoratius sobre les ceràmiques, frescs murals i l'adopció de l'escriptura «lineal A». Els frescs es van descobrir en les excavacions dels anys 1967-1974 per Spyridon Marinatos, el fresc de la primavera (amb flors de safrà i hirundínids) cobreix tres parets, però el més famós fresc és l'anomenat dels boxadors. Es van pintar sobre parets cobertes de guix humitejat, cosa que va permetre'n la conservació. Es van afegir alguns detalls després de sec. Les ceràmiques són vasos policroms amb motius florals (lliri i safrà) i animals (cabres i dofins), motius importats del continent o de Creta.
|  |  |

### Ceràmiques

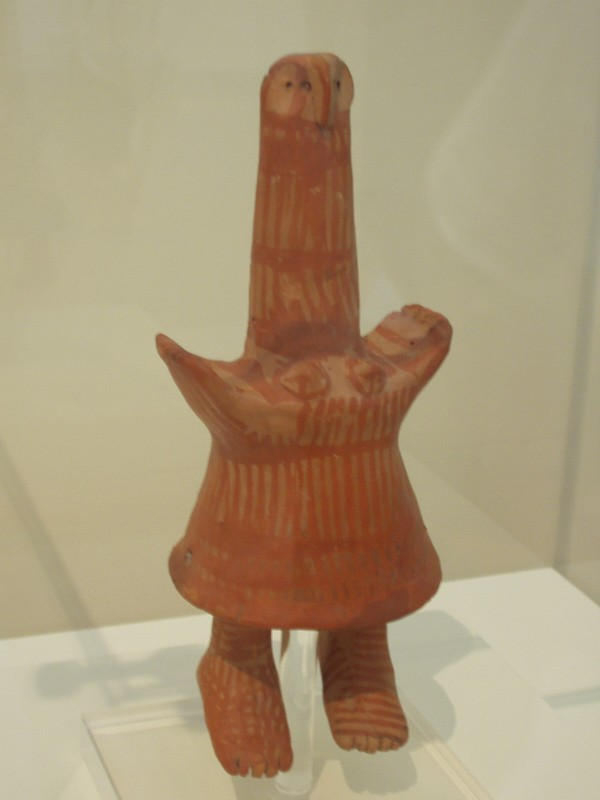
Estatueta en terracota (segle VII aC) que va servir de model per a una de les dues mascotes dels Jocs Olímpics d'Estiu de 2004, en aquest cas, «Athenà»

A més a més d'una presentació cronològica de les ceràmiques antigues del segle XI aC d'època romana, els objectes s'agrupen per temes: santuaris importants, hàbits funeraris, i la dona i l’infant.
Les ceràmiques àtiques que van del final de l'època micènica a l'època geomètrica permeten de veure la desaparició progressiva de les decoracions naturalistes que deixen lloc a formes geomètriques. Els seixanta-vuit vasos trobats a la tomba, anomenada «d'Isis» a causa de la presència d'una estatueta d'aquesta dea, a Eleusis, són representatius del període protogeomètric (segle x aC), en què els motius només es fan a base de línies, rombes o cercles. Un dels píside contenia una substància blanca a base de caolí que hauria pogut tenir una funció cosmètica. En el geomètric, la figura humana reapareix, estilitzada. Els vasos del «mestre de Dipilon» (anomenats així, ja que el seu taller es trobava a la vora d'aquesta porta monumental d'Atenes) o els del «pintor d'Hirschfeld» són exemplars característics.

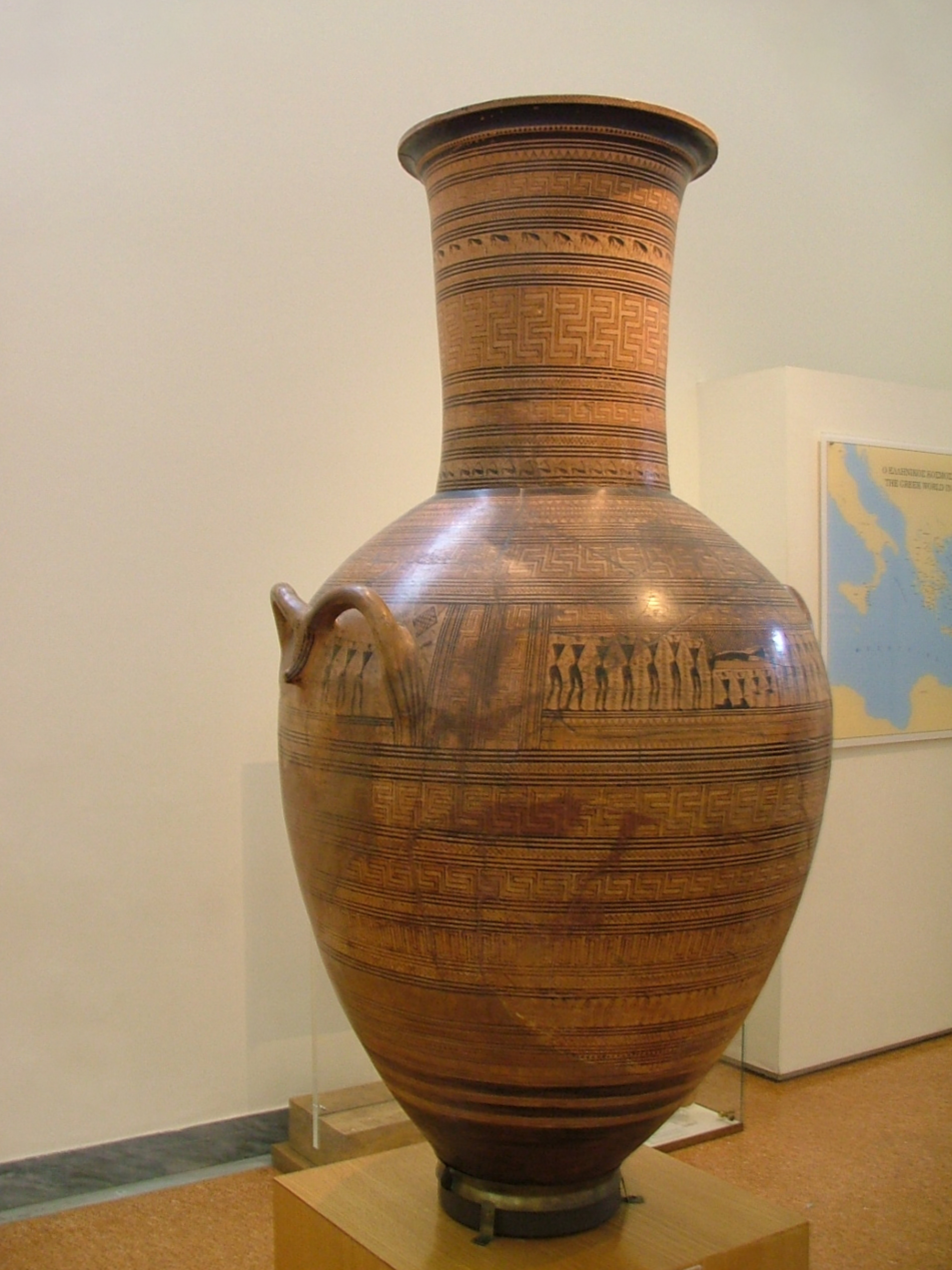
Àmfora del «mestre de Dipilon» (760-750 aC)

S'exposa també la producció de ceràmica procedent de les altres regions de Grècia, així com els gots d'«estil oriental». Es troba l'estatueta femenina en terracota que va servir de model per a una de les dues mascotes dels Jocs Olímpics d'Estiu de 2004, en aquest cas «Athenà». Es poden també veure vasos cuits de Tessàlia, Santorí o Xipre. Es troben gran quantitat de vasos procedents de les illes Cíclades en general, de Corint, Eubea i la Perifèria d'Àtica i presenten les primeres «figures negres», com l'àmfora del pintor de Nessos (segle VII aC).
De les ceràmiques amb «figures negres», s'exposen tres àmfores (segle VI aC) i un crater pel pintor Sophilos representant Hèracles que s'enfronta a Nereu, i una copa que porta la signatura d'Exèquies. Es poden veure també plaques de fusta pintada (segle VI aC) procedent de la gruta de Pitsa a Corint, úniques, que representen una processó femenina. Es troben les ceràmiques de Beòcia (segle VI aC), les «copes d'ocells» anomenades així a causa del seu motiu principal: un ocell amb les ales obertes. Els petits objectes trobats al santuari d'Hera d'Argos (segles VI i V aC) mostren el que era la vida diària d'aleshores. Elements dels temples d'Apol·lo a Termos i d'Àrtemis a Laphria completen aquesta col·lecció.
Amb la visita al museu es pot seguir el pas de les «figures negres» a les «figures vermelles», entre el segle vi aC i el segle v aC, potser per iniciativa del pintor d'Andòcides, que treballava en aquest moment al Ceràmic d'Atenes. Aquesta sala exposa gots d'Eufroni i Duris així com rítons amb forma de cap d'«Etiòpic». S'exposa el pèlice del pintor de Pan (470 aC), que representa Hèracles matant Busiris, així com les ceràmiques amb el fons blanc (principalment els lècits). Per fi, les ceràmiques de figures vermelles (segles V i IV aC) procedents de l'Àtica, Beòcia i Corint, així com ceràmiques del final del segle iv aC, policromades i abundants en detalls, anomenades d'«estil de Kertx» (de Crimea). Les escenes de competicions esportives adornen les àmfores àtiques. Es pot també veure un épinétron (objecte que serveix per a filar i que les dones es col·locaven sobre la cuixa), àmfores panatenaiques (utilitzades com a premi per als vencedors d'aquestes competicions) i l'enòcoe que s'usava a les Antesterias (festes en honor de Dionís).
|  |  |

### Col·lecció d'art de l'antic Egipte
La col·lecció d'art de l'antic Egipte data dels últims vint anys del segle xix. Encara que és important la donació del govern egipci del 1893, que va regalar al museu nou mòmies de l'era dels faraons, la col·lecció es nodreix principalment dels articles lliurats per dos donants: Ioannis Dimitriou, originari de Lemnos (el 1880) i Alexandros Rostovic (el 1904). En resum, la col·lecció inclou més de 6.000 objectes, encara que avui dia només n'estan exposats al públic uns 1.100.
L'exhibició mostra estàtues, eines, joies, mòmies, una placa corporal de fusta per a una mòmia, una impressionant estàtua de bronze d'una princesa, ous d'ocell intactes i un pa rodó de 3.000 anys d'antiguitat amb l'empremta d'una mossegada. La peça central de l'exposició és l'estàtua de bronze de la princesa sacerdotessa Takushit, que data de la ratlla de l'any 700 aC, de 70 centímetres d'alçada i coberta amb una toga amb jeroglífics, l'estàtua va ser trobada al sud d'Alexandria el 1880. Es pot també veure una estàtua d'Isis procedent d'un temple de Marató i els retrats d'el Faium.

### Col·lecció Stathatos

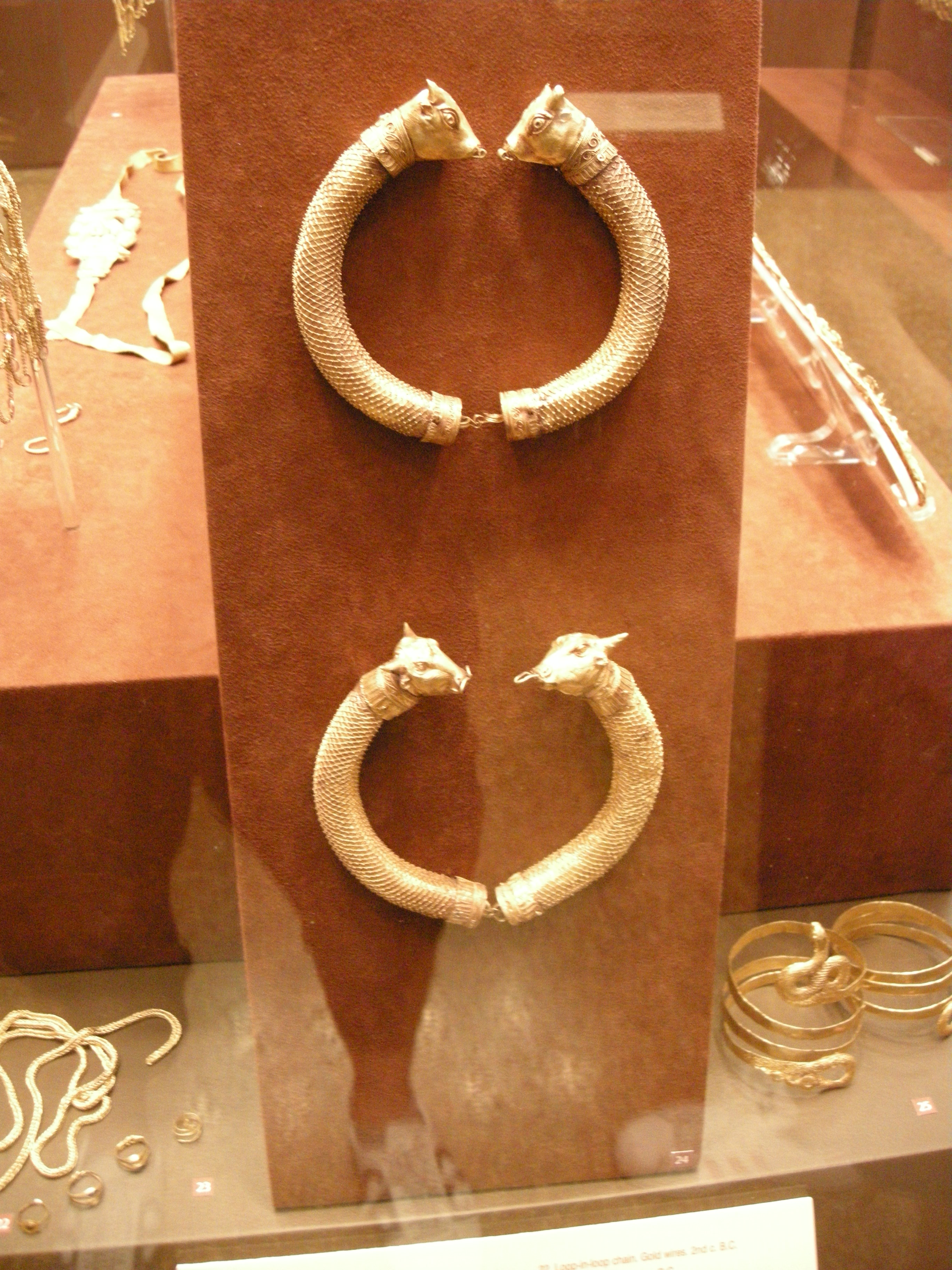
Diverses joies d'or al Museu Arqueològic Nacional d'Atenes

La col·lecció Stathatos pren el nom d'Andonis i Eleni Stathatos, donants dels objectes que la componen. La col·lecció està composta de mil objectes, principalment joies i alguns altres objectes de metall, i ceràmica des de mitjans de l'edat del bronze, fins i tot de l'era post-romana d'Orient. Les peces més importants són joies d'or procedents de Karpenisi i Tessàlia, que daten del període hel·lenístic.

### Noves col·leccions
Recentment s'han afegit nous objectes a la col·lecció del museu, entre els quals es pot destacar una corona funerària d'or que data del segle iv aC i una estàtua de marbre d'una figura femenina, del segle vi aC. Aquests objectes van ser tornats pel Museu J. Paul Getty a Grècia el 2007, després d'un litigi de deu anys de durada, després del qual es va considerar provat que es tractava d'objectes que en el seu moment van ser robats. Un any abans, i pels mateixos motius, la Fundació Los Angeles va accedir a tornar una làpida del segle iv aC, procedent de les proximitats de Tebes i un relleu del segle vi aC que va ser trobat a l'illa de Tassos.

## Biblioteca arqueològica
A l'interior del museu, també s'allotja una biblioteca de 118 anys d'antiguitat, on es poden trobar antics llibres i publicacions d'art, ciència i filosofia. La biblioteca té uns 20.000 volums, incloent-hi rares edicions que poden datar, fins i tot, del segle xvii. La biblioteca abasta els camps d'arqueologia, història, art, religions antigues i filosofia grega, així com literatura romana i literatura grega antiga. Tenen un valor molt especial els diaris de diverses excavacions arqueològiques, entre els quals s'inclouen els diaris de Heinrich Schliemann. En general, la col·lecció de llibres d'arqueologia és la més important de tota Grècia.
La biblioteca ha estat renovellada recentment amb fons procedents de la Fundació Alexander S. Onassis, renovació que es va completar el 26 de maig del 2008. Des d'aleshores, la biblioteca rep el nom d'Alexander Onassis.